# Kelly Morrison
Kelly Louise Morrison (Minneapolis, 2 febbraio 1969) è una politica statunitense, membro della Camera dei Rappresentanti per lo stato del Minnesota dal 2025.

## Biografia

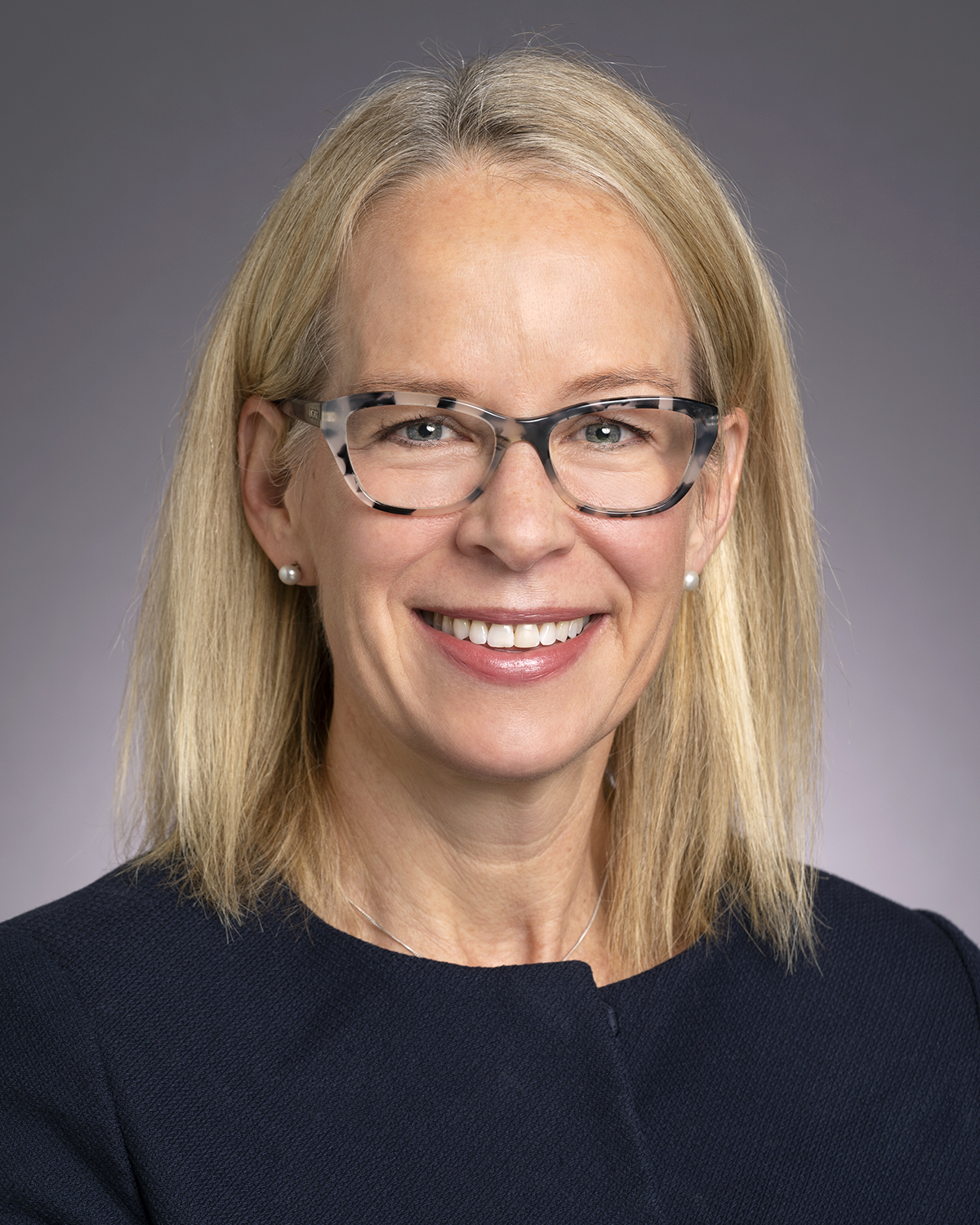
Kelly Morrison nel 2023

Nata e cresciuta a Minneapolis, Kelly Morrison frequentò l'Università Yale, laureandosi con lode in storia; successivamente conseguì la laurea in medicina presso la Case Western Reserve University e divenne ginecologa.
Nel 2018 entrò in politica con il Partito Democratico, candidandosi per un seggio alla Camera dei rappresentanti del Minnesota. Riuscì ad essere eletta, sconfiggendo la repubblicana in carica Cindy Pugh con un margine di soli 216 voti. Nel 2020 le fu conferito dagli elettori un secondo mandato, anche stavolta sconfiggendo di misura l'avversario repubblicano. Fu membro della commissione per la salute e i servizi umani e per la commissione finanza e politica sanitaria.
Nel 2022, Kelly Morrison si candidò al Senato del Minnesota, ricevendo numerosi endorsement dall'establishment del partito. Risultò eletta con il 56% dei voti.
Nel 2024 rassegnò le dimissioni per candidarsi al Congresso, nel distretto congressuale fino ad allora rappresentato da Dean Phillips. Quest'ultimo, che era stato compagno di corso di Kelly Morrison ai tempi della scuola, si era candidato alle presidenziali del 2024 contro Joe Biden; Morrison dichiarò di sostenere fermamente il Presidente Biden, sebbene in precedenza lei e Phillips si fossero sostenuti nelle rispettive corse elettorali e lei lo definisse "un buon amico".
Nel suo programma elettorale, Kelly Morrison promise di portare al Congresso la propria esperienza come ginecologa e di difendere l'accesso all'aborto. La campagna elettorale di Kelly Morrison ottenne il sostegno pubblico di diversi legislatori statali, dell'ex governatore del Minnesota Mark Dayton e di Planned Parenthood, ma non di Dean Phillips, che preferì non appoggiare nessun candidato. Dopo essersi aggiudicata le primarie democratiche, affrontò e sconfisse il repubblicano Tad Jude con il 58,5% dei voti, approdando così alla Camera dei Rappresentanti.
Kelly Morrison divenne la prima donna ginecologa democratica eletta deputata al Congresso; prima di lei, infatti, gli altri ginecologi eletti deputati erano uomini conservatori. Oltre alla difesa del diritto all'aborto, citò come sue priorità politiche l'abbassamento dei prezzi dei farmaci da prescrizione e l'aumento di risorse per i veterani. Nel corso della sua carriera politica si contraddistinse per le vedute moderate e per la capacità di collaborare con i colleghi adottando un approccio bipartisan.